# 神农殿 (衢州市)
神农殿又名药王殿，坐落于浙江省衢州市宁绍巷11号，现存建筑为清乾隆二十八年（1763年）修建，同治光绪以后重修，占地面积约500平方米。神农殿平面呈纵长方形，坐北朝南，为四合院布局。神农殿之名取自上古时期炎帝神农氏的传说，元朝时为衢州路医药教授刘光大创建的神农讲堂，是衢州古人传授医学、交流医道的场所。明清以来，曾多次由医业界出资修葺。2017年被列为第七批浙江省文物保护单位。
大门上端悬长方形石匾，题为“神农殿”，字体意古品高。左右各有小门，上嵌青石匾，为“寿国”、“春台”，苍润简古。进大门则有朱漆屏风一座，上挂巨形仿古竹简，刻隶书之文，黄底翠字，古色古香。其间后檐柱牛腿刻“刘海戏金蟾”，刘海手持铜钱六、七枚一串，铜钱上刻有“太平天国”字样。正殿殿堂上塑有神农像，高丈余，泥金填描。神农右手持灵芝，左手束禾穗，双膝间置一藤筐。神农坐像上悬一巨匾，题为“民族始祖”四字，黑底金字，庄重浑穆。前殿正中的神农殿创始人刘光大塑像。塑像周围另有塑像四尊，自左往右依次为杨继洲、刘全备、雷丰、江诚。
1. 1 2  . new.qq.com.   [2023-02-08]. （原始内容存档于2023-02-08）.